# Bayesiansko sklepanje
Bayesiansko sklepanje je metoda statističnega sklepanja, pri katerem uporabimo Bayesov izrek za posodobitev verjetnosti za hipotezo, ko postane na voljo več dokazov ali podatkov. Bayesiansko sklepanje je pomembna tehnika v statistki, zlasti v matematični statistiki. Bayesiansko posodabljanje je posebno pomembno pri dinamični analizi sekvenc podatkov. Bayesiansko sklepanje je v uporabi v znanosti, inženirstvu, filozofiji, medicini, športu in pravu. V filozofiji teorije odločitev je Bayesiansko sklepanje tesno povezano s subjektivno verjetnostjo, pogosto imenovano Bayesianska verjetnost.

## Uvod v Bayesovo pravilo

### Formalna razlaga
| Hipoteza Dokazi | Ugaja hipotezi H               | Krši hipotezo ¬H                  |                | Skupno |
| --------------- | ------------------------------ | --------------------------------- | -------------- | ------ |
| Ima dokaze E    | P(H\|E)·P(E) = P(E\|H)·P(H)    | P(¬H\|E)·P(E) = P(E\|¬H)·P(¬H)    | P(E)           |        |
| Nima dokazov ¬E | P(H\|¬E)·P(¬E) = P(¬E\|H)·P(H) | P(¬H\|¬E)·P(¬E) = P(¬E\|¬H)·P(¬H) | P(¬E) = 1−P(E) |        |
|                 |                                |                                   |                |        |
| Skupno          | P(H)                           | P(¬H) = 1−P(H)                    | 1              |        |

Bayesiansko sklepanje izpeljuje posteriorno verjetnost kot posledico dveh predhodnikov: priorne verjetnosti in funkcije verjetja, izpeljane iz statističnega modela za opazovane podatke. Bayesiansko sklepanje izračuna posteriorno verjetnost glede na Bayesov izrek:
{\displaystyle P(H\mid E)={\frac {P(E\mid H)\cdot P(H)}{P(E)}},}
kjer
- {\displaystyle H} predstavlja katerokoli hipotezo, na verjetnost katere lahko vplivajo eksperimentalni podatki (ali dokazi). Pogosto imamo konkurenčne hipoteze, in naloga je določiti, katera je najbolj verjetna.
- {\displaystyle P(H)}, priorna verjetnost, je ocena verjetnosti hipoteze {\displaystyle H}, preden opazujemo podatke {\displaystyle E}, trenutne dokaze.
- {\displaystyle E}, dokazi, ustreza novim podatkom, ki niso bili uporabljeni pri računanju priorne verjetnosti.
- {\displaystyle P(H\mid E)}, posteriorna verjetnost, je verjetnost {\displaystyle H} pri danem {\displaystyle E}, tj. po tem, ko je {\displaystyle E} opazovan. Zanima nas verjetnost hipoteze pri danih opazovanih dokazih.
- {\displaystyle P(E\mid H)} je verjetnost opazovanja {\displaystyle E} pri danem {\displaystyle H} in se imenuje verjetje. Kot funkcija {\displaystyle E} s fiksnim {\displaystyle H}, nakazuje kompatibilnost dokazov z dano hipotezo. Funkcija verjetja je funkcija dokazov {\displaystyle E}, medtem ko je posteriorna verjetnost funkcija hipoteze {\displaystyle H}.
- {\displaystyle P(E)} se včasih imenuje mejna verjetnost ali »modelski dokazi«. Ta dejavnik je enak za vse možne obravnavane hipoteze. (as is evidentkot je očitno na podlagi dejstva, da se hipoteza {\displaystyle H} ne pojavi nikjer v simbolu, za razliko od vseh drugih dejavnikov) in tako ni dejavnik pri določanju relativnih verjetnosti drugačnih hipotez.

### Osnovno
Naslednje knjige so navedene naraščajoče glede na verjetnostno naprednost:
- Stone, JV (2013), "Bayes' Rule: A Tutorial Introduction to Bayesian Analysis",   Download first  chapter here, Sebtel Press, England.
- Dennis V. Lindley (2013). Understanding Uncertainty, Revised Edition (2nd izd.). John Wiley. ISBN 978-1-118-65012-7.
- Colin Howson & Peter Urbach (2005). Scientific Reasoning: The Bayesian Approach (3rd izd.). Open Court Publishing Company. ISBN 978-0-8126-9578-6.
- Berry, Donald A. (1996). Statistics: A Bayesian Perspective. Duxbury. ISBN 978-0-534-23476-8.
- Morris H. DeGroot & Mark J. Schervish (2002). Probability and Statistics (third izd.). Addison-Wesley. ISBN 978-0-201-52488-8.
- Bolstad, William M. (2007) Introduction to Bayesian Statistics: Second Edition, John Wiley ISBN 0-471-27020-2
- Winkler, Robert L (2003). Introduction to Bayesian Inference and Decision (2nd izd.). Probabilistic. ISBN 978-0-9647938-4-2. Updated classic textbook. Bayesian theory clearly presented.
- Lee, Peter M. Bayesian Statistics: An Introduction. Fourth Edition (2012), John Wiley ISBN 978-1-1183-3257-3
- Carlin, Bradley P. & Louis, Thomas A. (2008). Bayesian Methods for Data Analysis, Third Edition. Boca Raton, FL: Chapman and Hall/CRC. ISBN 978-1-58488-697-6.
- Gelman, Andrew; Carlin, John B.; Stern, Hal S.; Dunson, David B.; Vehtari, Aki; Rubin, Donald B. (2013). Bayesian Data Analysis, Third Edition. Chapman and Hall/CRC. ISBN 978-1-4398-4095-5.

### Vmesno ali napredno
- Berger, James O (1985). Statistical Decision Theory and Bayesian Analysis. Springer Series in Statistics (Second izd.). Springer-Verlag. Bibcode:1985sdtb.book.....B. ISBN 978-0-387-96098-2.
- Bernardo, José M.; Smith, Adrian F. M. (1994). Bayesian Theory. Wiley.
- DeGroot, Morris H., Optimal Statistical Decisions. Wiley Classics Library. 2004. (Originally published (1970) by McGraw-Hill.) ISBN 0-471-68029-X.
- Schervish, Mark J. (1995). Theory of statistics. Springer-Verlag. ISBN 978-0-387-94546-0.
- Jaynes, E. T. (1998) Probability Theory: The Logic of Science.
- O'Hagan, A. and Forster, J. (2003) Kendall's Advanced Theory of Statistics, Volume 2B: Bayesian Inference. Arnold, New York. ISBN 0-340-52922-9.
- Robert, Christian P (2001). The Bayesian Choice – A Decision-Theoretic Motivation (second izd.). Springer. ISBN 978-0-387-94296-4.
- Glenn Shafer and Pearl, Judea, eds. (1988) Probabilistic Reasoning in Intelligent Systems, San Mateo, CA: Morgan Kaufmann.
- Pierre Bessière et al. (2013), "Bayesian Programming", CRC Press. ISBN 9781439880326
- Francisco J. Samaniego (2010), "A Comparison of the Bayesian and Frequentist Approaches to Estimation" Springer, New York, ISBN 978-1-4419-5940-9